# MySQL Manager (software)
MySQL Manager è un programma incluso nel sistema operativo macOS Server. Il programma serve ad avviare e fermare il Database MySQL incluso nel server. L'applicativo risiede in /Applications/Servers/MySQL Manager.app. Come gli altri strumenti di gestione anche questo viene fornito solamente con la versione server del sistema operativo.